# 馬斯姆·羅馬斯真高
馬斯姆·約利維特·羅馬斯真高（英語：Maxim Yorevich Romaschenko，1976年7月31日—），是一名白俄羅斯足球运动员，司职中場，他是現今白俄羅斯國家隊入球最多的球員，共攻入20個入球。在2009年6月26日，他加盟了希姆基。
他還效力了莫吉廖夫，PFC Oleksandria，FC Babruysk，MPKC Mozyr，加辛塔士邦，特拉布宗，莫斯科戴拿模，莫斯科魚雷和柏薩士邦。
他是米路斯拉夫·羅馬斯真高的弟弟。

## 榮譽
- 白俄羅斯:
  - 白俄羅斯超級聯賽: 1996
- 土耳其:
  - Türkiye Kupası: 2004

## 連結
- Profil at transfermarkt.de